# チキンティッカマサラ

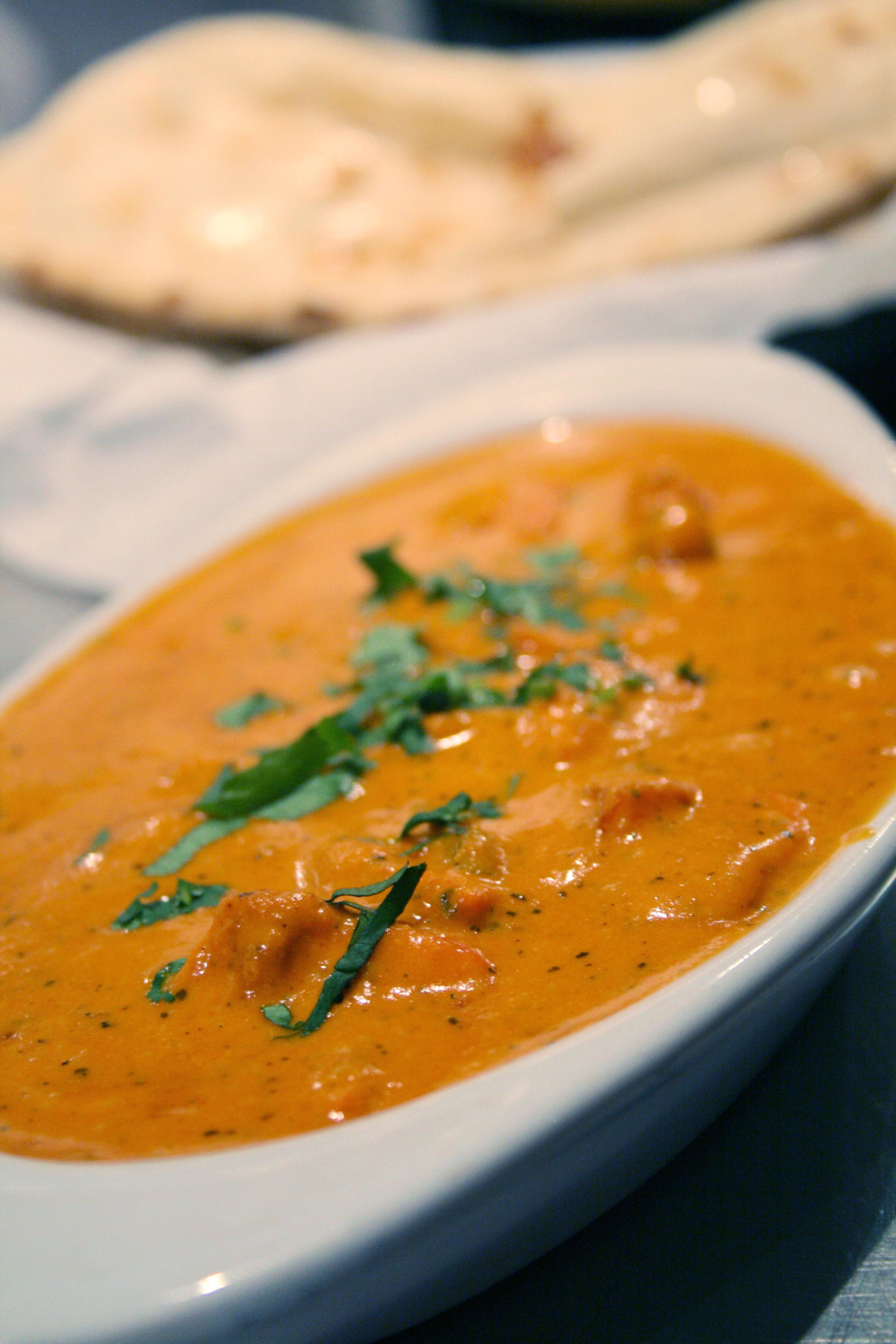
チキンティッカマサラとナン

チキンティッカマサラ（英語: Chicken tikka masala、ヒンディー語: चिकन टिक्का मसाला）はイギリス発祥のインド料理（いわゆるカレー料理の一種）。

## 概要
インド料理のメニューのひとつ、鶏肉をタンドールで焼いたチキンティッカを、トマトとクリームをベースとしたカレーソースで煮込んだものである。あまり辛くなく、まろやかな風味が特徴。
1960年代に、イギリスのインド料理店で生まれ、考案者はアフメド・アスラム・アリとされる。発祥の地は、ロンドン、バーミンガム、グラスゴーなど諸説ある。チキンティッカのパサついた食感がイギリス人の口に合わず、あるいはソースを掛けて食べる物と勘違いされ、ソースを掛けるようにと注文されて出来たとされる。背景としては、イギリスの料理店においては、出された料理を、客が机上に置かれた調味料で自由に味付けするという習慣があった。またイギリスではサンデーローストという習慣があり、日曜日に焼いた大量のローストビーフの残り物で平日の食事をまかなった。その平日のメニューのひとつに、ローストビーフの残り肉をカレーソースで煮込んだイギリス式のカレーがあった。チキンティッカマサラは、そのイギリス式のカレーの流儀を、本家のインド料理が逆に取り入れたと言える。
イギリスでは非常に人気のあるカレー料理で、ある調査によるとイギリスで最も人気のあるレストラン料理とされる。イギリスで注文されるカレー料理のうち7食に1食がチキンティッカマサラである。人種を問わずイギリス国民に人気があることから、ロビン・クック元外務・英連邦大臣はチキンティッカマサラをイギリスの国民食と呼んだ。現在ではイギリス以外のインド料理店でも広く供されている。